# Taunayia bifasciata
Taunayia bifasciata — єдиний вид роду Taunayia родини Гептаптерові ряду сомоподібних.

## Опис
Загальна довжина досягає 14 см. Голова коротка, сплощена зверху, трохи широка. Очі невеличкі. Є 3 пари коротких вусів. Тулуб стрункий, кремезний. Спинний плавець помірно широкий, не дуже високий. Жировий плавець низький, помірної довжини. Грудні та черевні плавці витягнуті. Анальний плавець широкий, з короткою основою. Хвостовий плавець короткий, широкий.
Забарвлення світло-коричневе з 2 двома темними смугами в області грудних плавців та закінчення хвостової частини.

## Спосіб життя
Біологія вивчена недостатньо. Є демерсальною рибою. Віддає перевагу прісним водоймам. Цей сом активний переважно у присмерку та вночі. Живиться дрібними водними безхребетними.

## Розповсюдження
Є ендеміком Бразилії. Зустрічається у верхній частині басейну річки Параїбо-ду-Сул та в річці Тіете.